# Pedro Gamero del Castillo Bayo
Pedro Gamero del Castillo y Bayo (Madrid, 1943 - Madrid, 29 de agosto de 2007) fue un empresario español. Diplomático por oposición, desde 2003 fue vicepresidente de la inmobiliaria Sacyr Vallermoso.

## Biografía
Nacido en Madrid en 1943, se ha licenciado en Derecho por la UCM. Hijo de Pedro Gamero del Castillo (banquero y ministro de Franco con tan solo 27 años), heredó de su padre su compromiso con la monarquía española.

## Trayectoria
Perteneció a una generación con una alta vocación de servicio público (Carlos Miranda, Diego Hidalgo, José María Maravall, Luis Gámir, Óscar Alzaga). Diplomático por oposición, desarrolló una amplia labor en la Embajada en Rabat (Marruecos). Dejó el servicio exterior y alcanzó pronto la vicepresidencia de Vallermoso, primera inmobiliaria española, luego de 2003 Sacyr Vallermoso, de la que siguió formando parte de su Consejo. Asimismo, ha sido  presidente de la Asociación de Inmobiliarias con Patrimonio en Alquiler (Asipa) y miembro de la European Property Federation en representación del sector inmobiliario español.